# Two Medicine Campground Camptender's Cabin
La Two Medicine Campground Camptender's Cabin est une cabane américaine située dans le comté de Glacier, dans le Montana. Construite dans un style rustique au sein du parc national de Glacier vers 1927, elle est inscrite au Registre national des lieux historiques depuis le 19 janvier 1996.